# Pelexia parva
Pelexia parva är en orkidéart som först beskrevs av Célestin Alfred Cogniaux, och fick sitt nu gällande namn av Rudolf Schlechter. Pelexia parva ingår i släktet Pelexia och familjen orkidéer. Inga underarter finns listade i Catalogue of Life.

## Bildgalleri

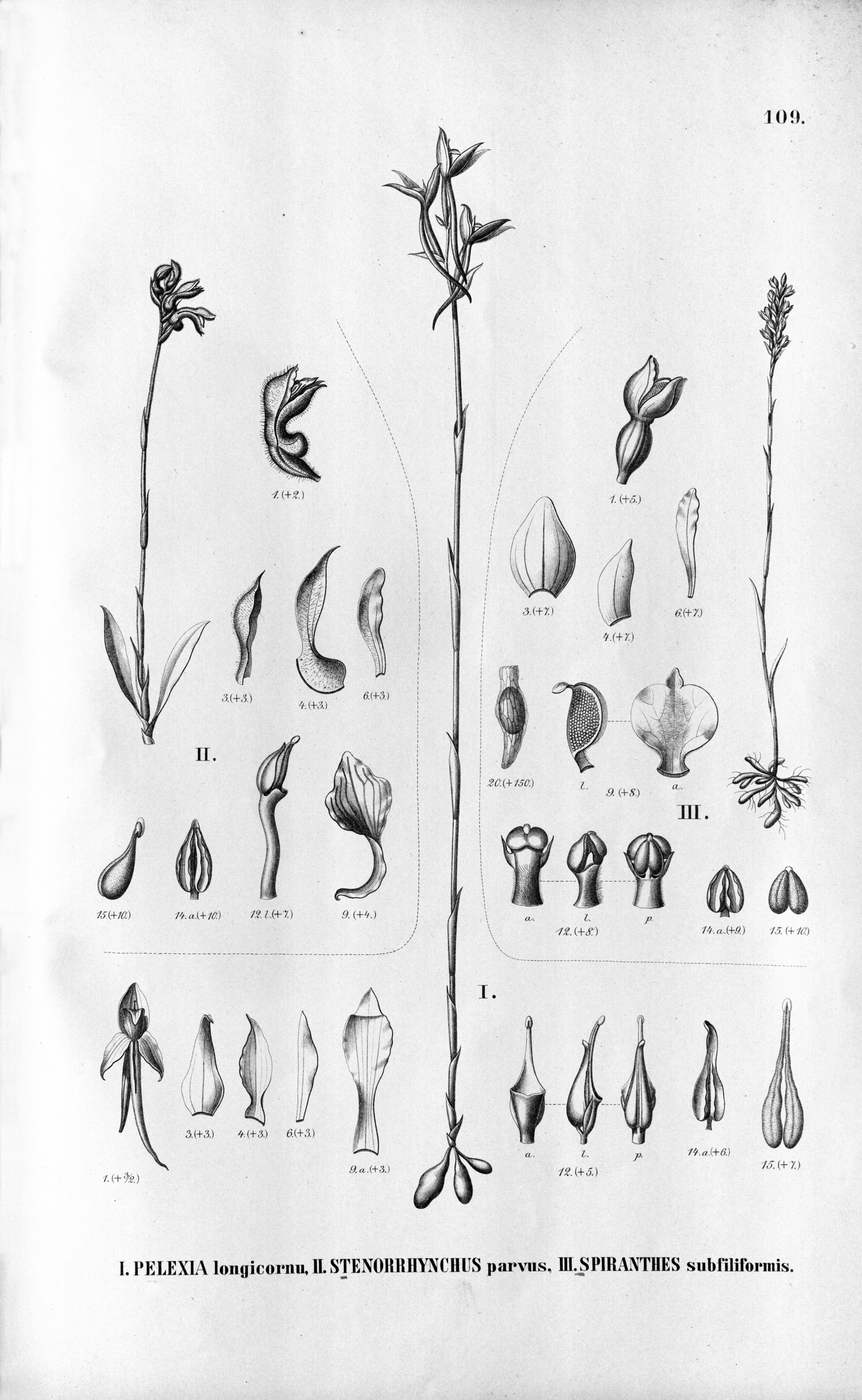